# Northbar House

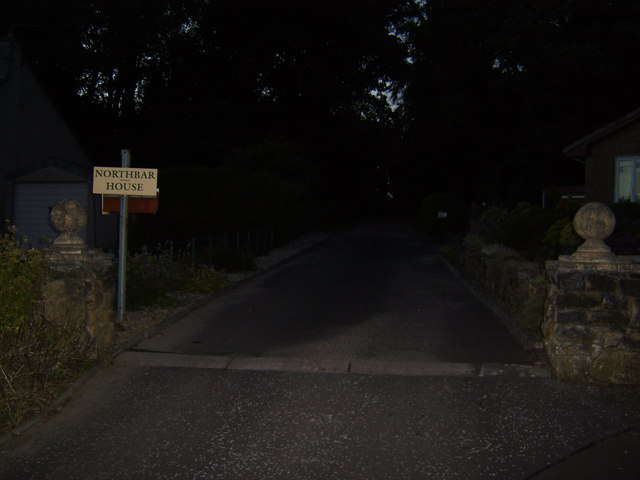
Zufahrt zu Northbar House

Northbar House, auch House of Hill, ist ein Bauernhaus in der schottischen Stadt Inchinnan in der Council Area Renfrewshire. 1971 wurde das Bauwerk in die schottischen Denkmallisten in der höchsten Kategorie A aufgenommen.

## Geschichte
Die Geschichte von Northbar House ist nicht eindeutig geklärt. 1671 erwarb Donald Gilchrist, der auch einen Schiffsanleger am nahen Clyde errichtete, die Ländereien und baute dort 1676 ein Haus, welches ursprünglich als Northbar House angenommen wurde. Heute wird eher davon ausgegangen, dass Northbar House erst um 1742 nahe dem erstgenannten Gebäude erbaut wurde. Die alternative Bezeichnung House of Hill scheint erst Mitte des 19. Jahrhunderts aufzutauchen.

## Beschreibung
Das Bauernhaus liegt isoliert am Ostrand von Inchinnan. Mit Ausnahme des Wappensteins der Familie Gilchrist oberhalb der mittigen Eingangstüre sind die Fassaden des Harl-verputzten Northbar House schmucklos. Die Fenster sind über drei Stockwerke auf fünf vertikalen Achsen angeordnet. Die Giebel sind als Staffelgiebel gearbeitet. Die Veranda ist neueren Datums und entspricht nicht dem Originalzustand.